# Jukka-Pekka Tanner
Jukka-Pekka Tanner (ur. 24 kwietnia 1963 w Tampere) – fiński zapaśnik walczący w stylu klasycznym. Olimpijczyk z Los Angeles 1984, gdzie odpadł w eliminacjach w kategorii 48 kg.
Piąty na mistrzostwach Europy w 1984. Mistrz nordycki w 1984 roku.